# ولیکولم
ولیکولم (به لاتین: Velikkulam) یک منطقهٔ مسکونی در سری‌لانکا است که در استان شمالی (سری‌لانکا) واقع شده‌است.